# Heusden Koers 1983
De 35e editie van de Belgische wielerwedstrijd Heusden Koers werd verreden op 17 augustus 1983. De start en finish vonden plaats in Heusden. De winnaar was Lucien Van Impe, gevolgd door Eric Vanderaerden en Eddy Vanhaerens.

## Uitslag
| Heusden Koers 1983 |                   |                          |       |
| Plaats             | Naam              | Ploeg                    | Tijd  |
| Winnaar            | Lucien Van Impe   | Metauro Mobili-Pinarello | 3u30' |
| 2                  | Eric Vanderaerden | WordPerfect              | + 20" |
| 3                  | Eddy Vanhaerens   | Safir-Van De Ven         | z.t.  |

1929 · 1930-1935 · 1936 · 1937 · 1938 · 1939 · 1952 · 1953 · 1954 · 1955 · 1956 · 1957 · 1958 · 1959 · 1960 · 1961 · 1962 · 1963 · 1964 · 1965 · 1966 · 1967 · 1968 · 1969 · 1970 · 1971 · 1972 · 1973 · 1974 · 1975 · 1976 · 1977 · 1978 · 1979 · 1980 · 1981 · 1982 · 1983 · 1984 · 1985 · 1986 · 1987 · 1988 · 1989 · 1990 · 1991 · 1992 · 1993 · 1994 · 1995 · 1996 · 1997 · 1998 · 1999 · 2000 · 2001 · 2002 · 2003 · 2004 · 2005 · 2006 · 2007 · 2008 · 2009 · 2010 · 2011 · 2012 · 2013 · 2014 · 2015 · 2016 · 2017 · 2018 · 2019 · 2020 · 2021 · 2022 · 2023